# سام مارتن
سام مارتن (بالإنجليزية: Sam Martin)‏ هو لاعب كرة قدم أمريكية أمريكي، ولد في 27 فبراير 1990 في فايتيفيل في الولايات المتحدة.

## وصلات خارجية
- سام مارتن على موقع مرجع كرة القدم المحترفة.كوم (الإنجليزية)